# Мишака, Михаил
Михаил Мишака (араб. ميخائيل بن جرجس مِشاقة‎; 20 марта 1800 Рашайя, Османская Сирия — 19 июля 1888 Дамаск, Османская Сирия) — историк, дипломат, теоретик музыки, врач, считается первым историком Османской Сирии. Мишака впервые представил математический расчёт деления струны, обеспечивающий деление октавы на 24 примерно равных микроинтервала. Его труды по Гражданской войне в Ливане 1860 года считаются основными для изучения резни христиан в Сирии.

## Биография
Родился в 1800 году в деревне Рашайя, расположенной в 12 километрах к юго-востоку от Бейрута, свое детство провел в Дейр-эль-Камаре, на хребте Ливан.
Мишака был самоучкой, получив мало или совсем не получив формального образования. В виду того что он был представителем христианского среднего класса он чередовал коммерческую деятельность с интеллектуальными занятиями на протяжении всей своей жизни.
В 1817 году отправился в Дамиетту для обучения шелковому делу, а также традиционной арабской музыке и европейской литературой. Три года спустя он вернулся в Ливан, где занимался ткачеством шёлка.
В 1830-х годах поступил на службу к эмиру Баширу II, работал его представителем и сборщиком налогов в Ливане.
В 1833 году эмир Хасбаи, с согласия эмира Башира II, назначил Мишаку своим вакилем в Дамаске. В награду за исполнение обязанностей Мишака получил земли в районе долины Хулы и небольшой деревней недалеко от Эль-Кунейтра.
Работал переводчиком при британском консульстве. В 1848 году под влиянием американских миссионеров перешёл из грекокаталичества в протестантизм. В 1859 году стал вице-консулом США в Дамаске и занимал эту должность до 1870 года.
C 1877 по 1878 год оставался в Дамаске, где умер в возрасте 88 лет.

## Работа

### Теория музыки
Михаил Мишака написал «Послание эмиру Шихабу об искусстве музыки», который считается важнейшим арабским музыкально-теоретический трактат 1-й половины XIX века В нём Мишака описал сложившуюся к тому времени в арабской музыкальной науке 48-тоновую двухоктавную звуковую систему; впервые в мировой теории музыки представил математический расчёт деления струны, обеспечивающий деление октавы на 24 примерно равных микроинтервала. Мишака также поделил октаву на 68 примерно равных микроинтервалов. Оба варианта микротонового деления октавы Мишака испытал на специально заказанных танбурах и пришёл к выводу, что воспроизведение арабских вокальных мелодий на танбуре, рассчитанном на основе 68-частного деления, более близко к их истинному звучанию, принятому в арабской музыкальной практике в Сирии. Ценность представляют нотированные им схематически (без указания ритма) 95 коротких мелодий-моделей той же практики. Мишака также дал краткие описания основных арабских музыкальных инструментов и их настройки.

### История
В 1873 году Мишака систематически изложил события в Ливане и Сирии в период с 1850-х по 1870-е года в своей книге «Ответ на просьбу друзей».
Особую ценность представляет описание этнорелигиозных конфликтов в 1860. По мнению современных исследователей, это сочинение может считаться первым трудом по истории современный Сирии.

### Медицина
С конца 1820-х изучал медицину, а в 1840-х стал главным врачом Дамаска.